# Rue Ramey
Pour les articles homonymes, voir Ramey.
La rue Ramey est une rue du 18e arrondissement de Paris sur le quartier de Clignancourt.

## Situation et accès
La rue Ramey est une voie publique située dans le 18e arrondissement de Paris. Elle débute à la rue Hermel et mène comme rue en sens unique au carrefour des rues Muller et de Clignancourt.

## Origine du nom

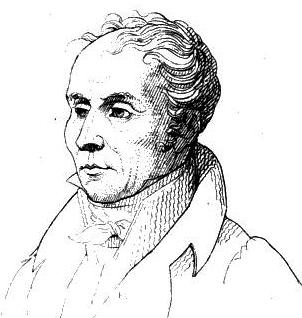
Claude Ramey.

Cette rue a été nommée en l'honneur des sculpteurs Claude Ramey, père (1754-1838) et son fils, Jules Ramey (1796-1852).

## Historique
La section de la rue située entre les actuelles rue de Clignancourt et rue Marcadet appartenait à la chaussée de Clignancourt, ancien chemin reliant le village de Clignancourt à Paris (barrière de Rochechouart). En 1858, la commune de Montmartre décide de prolonger la chaussée de Clignancourt en direction de la nouvelle église à construire (l'actuelle église Notre-Dame de Clignancourt) ; une nouvelle voie, dite « rue U », relie la rue Marcadet à une nouvelle voie dans le prolongement de la rue du Manoir, actuellement rue Hermel.
Après le rattachement de Montmartre à Paris en 1859, la chaussée de Clignancourt est classée officiellement dans la voirie parisienne le 23 mai 1863.
Le 2 octobre 1865, la partie nord de la chaussée, entre la rue Muller et la rue du Manoir (actuellement rue Hermel), est renommée « rue Ramey », la partie restante de la chaussée devenant en 1868 la rue de Clignancourt.
C'est devant le 18, rue Ramey, qu'en 2017 est apparu en France le premier frigo solidaire, à l'initiative des propriétaires du restaurant La Cantine,.

## Bâtiments remarquables et lieux de mémoire
- No 6 (numérotation des années 1880-1890) : le peintre et caricaturiste Édouard Pépin y vécut ; le violoniste Jacques Thibaud y vécut lors de ses études au Conservatoire de Paris[6].
- No 7 : le comédien Fabrice Luchini y naquit et y vécut son enfance[7],[8].
- No 8 : le peintre Edmond Heuzé y acheta un appartement en 1941.
- No 10 : le siège du label français de musique électronique, Ed Banger Records y est établi.
- No 38 : l'auteur de bandes dessinées Gotlib y vécut une partie de son enfance.